# Toncar
 (octobre 2012).
Si vous disposez d'ouvrages ou d'articles de référence ou si vous connaissez des sites web de qualité traitant du thème abordé ici, merci de compléter l'article en donnant les références utiles à sa vérifiabilité et en les liant à la section « Notes et références ».

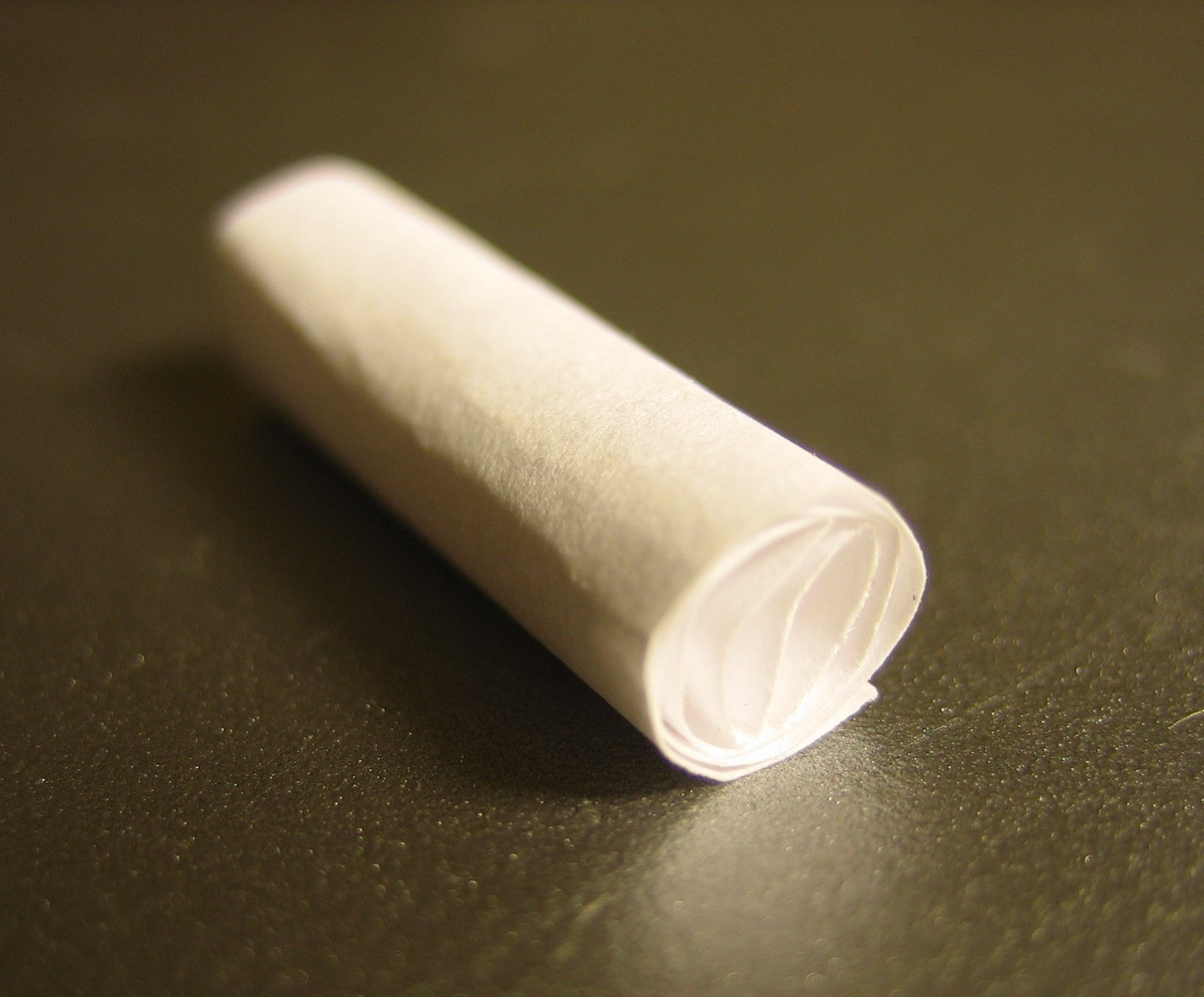
Un carton roulé

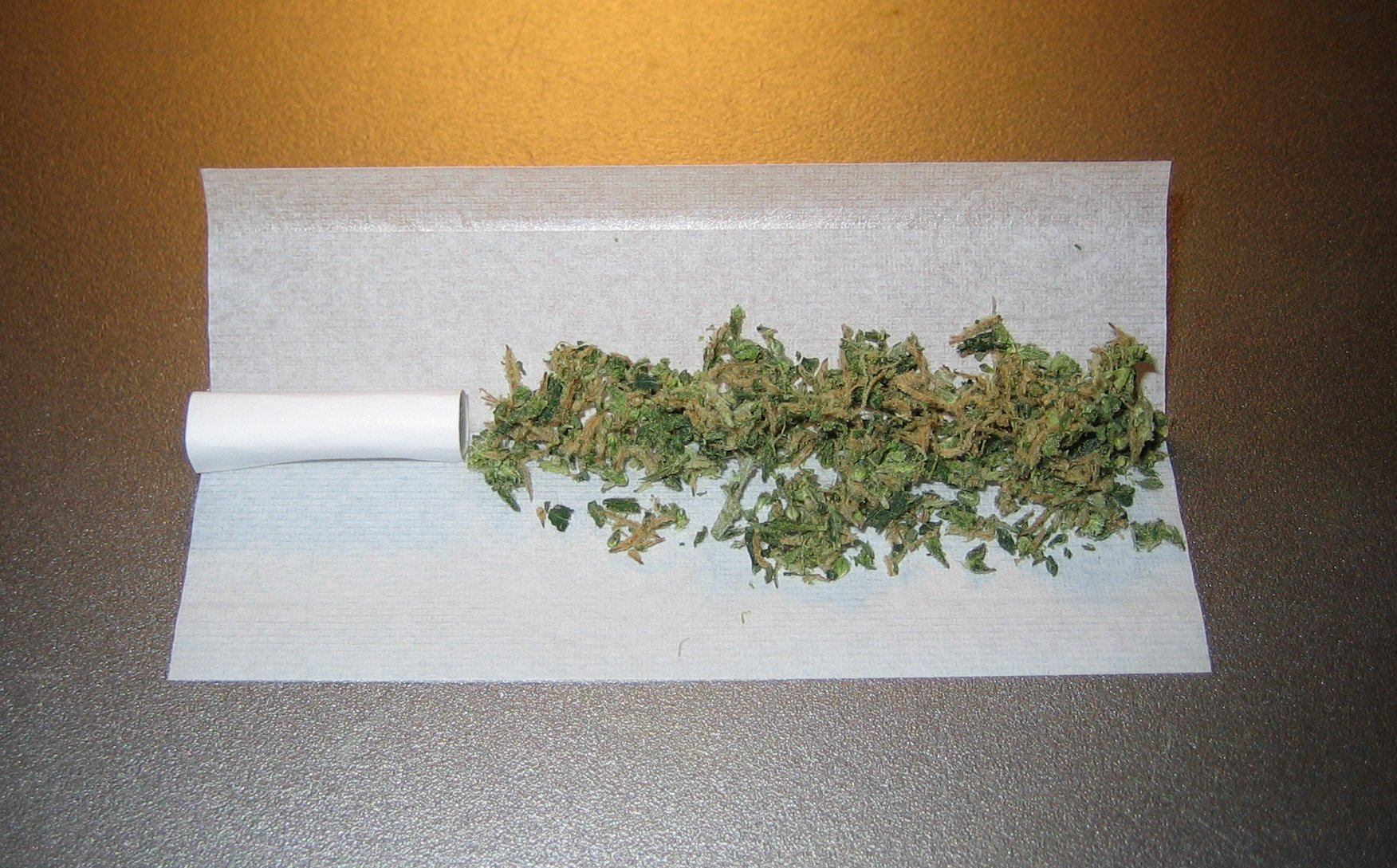
Un joint de marijuana prêt à être roulé

Un toncar (souvent abrégé tonc), verlan de carton, ou encore « cut » au Québec est un petit morceau de carton roulé en cylindre de longueur variable et déposé à l'extrémité d'une feuille à rouler lors de la confection d'un joint, cigarette contenant du cannabis (résine ou marijuana) ; toutefois, un toncar peut tout aussi bien être utilisé pour une cigarette roulée normale. Il permet un meilleur maintien du joint lors de sa consommation, ainsi que d'éviter de laisser du cannabis imbrûlé au bout du joint, et d'empêcher des cendres de parvenir dans la bouche du fumeur.
On peut réaliser des toncars avec différents types de cartons usuels : le carton du volet du cahier de feuilles à rouler ainsi que le carton de fin de carnet, un ticket de métro/tramway, des billets de train, paquet de cigarette, etc.
Le carton ne doit pas être trop épais et ne pas présenter de marques lors du roulage ; le grammage d'un bon papier oscille généralement entre 170 g/m2 et 190 g/m2.
Le toncar peut être remplacé par un morceau de cigarette appelé « morocco », « maroc », « marocain » ou « stika ». Il peut aussi être remplacé par le filtre de la cigarette en prenant soin de retirer la partie blanche et d'y ajouter un toncar  pour la rigidité ; on appelle alors cela un "marlo-tonc".   
Il est aussi possible de retirer une partie du filtre et le fumer tel quel. Cette méthode est utilisée dans le nord du Maroc d'où son nom "Chamali" signifiant "nordique" en marocain. Le "casawi" quant à lui se fume sans filtre.  